# Dušan Melichárek
Dušan Melichárek (Vyškov, 29 de noviembre de 1983) es un futbolista checo que juega de portero en el Malmö FF de la Allsvenskan.

## Clubes
| Club                           | País            | Año       |
| ------------------------------ | --------------- | --------- |
| 1. FC Slovácko                 | República Checa | 2003-2005 |
| FC Veselí nad Moravou (cedido) | República Checa | 2004-2005 |
| Mjällby AIF                    | Suecia          | 2005-2008 |
| Malmö FF (cedido)              | Suecia          | 2008      |
| Malmö FF                       | Suecia          | 2008-2011 |
| 1. FC Slovácko                 | República Checa | 2012-2014 |
| Zbrojovka Brno                 | República Checa | 2014-2018 |
| Malmö FF                       | Suecia          | 2019-Act. |

## Palmarés

### Títulos nacionales
| Título      | Club     | País   | Año  |
| ----------- | -------- | ------ | ---- |
| Allsvenskan | Malmö FF | Suecia | 2010 |